# Dalton Knecht
Dalton Douglas Knecht (Fargo, Dakota del Norte, 19 de abril de 2001) es un baloncestista estadounidense que pertenece a la plantilla de Los Angeles Lakers de la NBA. Con 1,98 metros de estatura, juega en la posición de escolta o alero. 

## Trayectoria deportiva

### Universidad
Knecht comenzó su carrera de baloncesto universitario en Northeastern Junior College. Creció otros cinco centímetros entre su temporada en la escuela secundaria y su primera temporada con los Plainsmen. Promedió 13,3 puntos, 2,9 rebotes y 1,1 asistencias por partido como estudiante de primer año y 23,9 puntos, 7,5 rebotes y 2,0 asistencias por partido en su segunda temporada. Creció otros siete centímetros durante su tiempo jugando en Northeastern Junior College, para elevar su estatura hasta los 1,98 metros. Se comprometió a trasladarse al Northern Colorado para continuar su carrera universitaria.
Jugó dos temporadas con los Bears de la Universidad Northern Colorado, en las que promedió 14,3 puntos, 5,3 rebotes, 1,3 asistencias y 2,5 robos de balón por partido. En su temporada sénior lideró la Big Sky Conference en anotación, con 20,2 puntos por partido, que le valieron para ser incluido en el segundo mejor quinteto de la conferencia. Después de la temporada, Knecht decidió utilizar el año adicional de elegibilidad otorgado a los atletas universitarios que jugaron en la temporada 2020-21 debido a la pandemia de COVID-19, y entró en el portal de transferencias.
Fue transferido a los Volunteers de la Universidad de Tennessee, donde jugó una temporada en la que promedió 21,7 puntos, 4,9 rebotes y 1,8 asistencias por partido. Fue nombrado Jugador del Año de la Southeastern Conference tanto por los entrenadores de la liga como por Associated Press (AP). También fue nombrado Debutante del Año de la SEC por AP, además de ser galardonado con el Premio Julius Erving al mejor alero de la División I de la NCAA, e incluido en el mejor quinteto All-American consensuado.

#### Estadísticas
| Año     | Equipo            | PJ  | PT | MPP  | %TC  | %3P  | %TL  | RPP | APP | ROB | TPP | PPP  |
| ------- | ----------------- | --- | -- | ---- | ---- | ---- | ---- | --- | --- | --- | --- | ---- |
| 2021–22 | Northern Colorado | 35  | 11 | 24.1 | .436 | .361 | .756 | 3.6 | .9  | .5  | .5  | 8.9  |
| 2022–23 | Northern Colorado | 32  | 32 | 35.3 | .479 | .381 | .771 | 7.2 | 1.8 | .8  | .6  | 20.2 |
| 2023–24 | Tennessee         | 36  | 36 | 30.6 | .458 | .397 | .772 | 4.9 | 1.8 | .7  | .6  | 21.7 |
| Total   | Total             | 103 | 79 | 29.8 | .461 | .383 | .768 | 5.2 | 1.5 | .7  | .6  | 16.9 |

### Profesional
Fue elegido en la decimoséptima posición del draft de la NBA de 2024 por Los Angeles Lakers, equipo con el que firmó contrato el 3 de julio. Durante la pretemporada, en un partido ante los Phoenix Suns, consiguió 35 puntos, 25 de ellos entre el último cuarto y la prórroga, logrando 20 puntos de su equipo de forma consecutiva. Añadió a su estadística siete rebotes y dos tapones. En su debut en temporada regular, el 22 de octubre, consiguió 5 puntos y 2 asistencias ante los Minnesota Timberwolves. El 19 de noviembre ante Utah Jazz anotó 37 puntos, récord personal, incluyendo 9 triples, récord para un rookie. El 5 de febrero de 2025 fue traspasado, junto con Cam Reddish, un intercambio de selecciones de primera ronda del draft en 2030 y su selección de primera ronda de 2031 a Charlotte Hornets, a cambio de Mark Williams. Sin embargo, el 8 de febrero los Lakers cancelaron el traspaso debido a que Williams no superó el reconocimiento médico. El 2 de marzo de 2025 se convirtió en el primer rookie en toda la historia de los Lakers en conseguir 5 o más triples en tres partidos diferentes saliendo desde el banquillo. Solo Kyle Kuzma y Austin Reaves lo habían logrado en un único partido.

## Estadísticas de su carrera en la NBA

### Temporada regular
| Año     | Equipo      | PJ | PT | MPP  | %TC  | %3P  | %TL  | RPP | APP | ROB | TPP | PPP |
| ------- | ----------- | -- | -- | ---- | ---- | ---- | ---- | --- | --- | --- | --- | --- |
| 2024-25 | L.A. Lakers | 78 | 16 | 19.2 | .461 | .376 | .862 | 2.8 | .8  | .3  | .1  | 9.1 |
| Total   | Total       | 78 | 16 | 19.2 | .461 | .376 | .862 | 2.8 | .8  | .3  | .1  | 9.1 |

### Playoffs
| Año   | Equipo      | PJ | PT | MPP | %TC  | %3P  | %TL | RPP | APP | ROB | TPP | PPP |
| ----- | ----------- | -- | -- | --- | ---- | ---- | --- | --- | --- | --- | --- | --- |
| 2025  | L.A. Lakers | 2  | 0  | 1.8 | .400 | .250 | —   | 1.5 | .0  | .0  | .0  | 2.5 |
| Total | Total       | 2  | 0  | 1.8 | .400 | .250 | —   | 1.5 | .0  | .0  | .0  | 2.5 |